# Бесрі (Марказі)
Бесрі (перс. بصري) — село в Ірані, у дегестані Поль-е Доаб, у бахші Заліян, шагрестані Шазанд остану Марказі. За даними перепису 2006 року, його населення становило 1034 особи, що проживали у складі 311 сімей.

## Клімат
Середня річна температура становить 10,82 °C, середня максимальна – 29,75 °C, а середня мінімальна – -11,14 °C. Середня річна кількість опадів – 286 мм.
| Клімат поселення                              | Клімат поселення | Клімат поселення | Клімат поселення | Клімат поселення | Клімат поселення | Клімат поселення | Клімат поселення | Клімат поселення | Клімат поселення | Клімат поселення | Клімат поселення | Клімат поселення | Клімат поселення |
| Показник                                      | Січ.             | Лют.             | Бер.             | Квіт.            | Трав.            | Черв.            | Лип.             | Серп.            | Вер.             | Жовт.            | Лист.            | Груд.            |                  |
| Середній максимум, °C                         | 4,93             | 6,84             | 10,66            | 17,47            | 22,90            | 28,02            | 29,75            | 29,66            | 24,74            | 18,53            | 11,80            | 6,24             |                  |
| Середня температура, °C                       | −3,11            | −1,2             | 2,61             | 9,42             | 14,86            | 19,98            | 24,18            | 24,08            | 19,17            | 12,98            | 6,22             | 0,67             |                  |
| Середній мінімум, °C                          | −11,14           | −9,24            | −5,43            | 1,39             | 6,82             | 11,94            | 18,62            | 18,54            | 13,59            | 7,41             | 0,66             | −4,9             |                  |
| Норма опадів, мм                              | 43               | 37               | 51               | 39               | 35               | 7                | 1                | 1                | 0                | 7                | 26               | 39               |                  |
| Середньомісячна швидкість вітру, м/с          | 1.70             | 2.42             | 2.94             | 2.93             | 2.72             | 2.45             | 2.44             | 2.40             | 2.26             | 2.12             | 1.74             | 1.76             |                  |
| Середньомісячна сонячна радіація, кДж/м²·день | 9192             | 12300            | 14831            | 18111            | 22132            | 26959            | 25857            | 24101            | 21254            | 15659            | 10937            | 8927             |                  |
| --------------------------------------------- | ---------------- | ---------------- | ---------------- | ---------------- | ---------------- | ---------------- | ---------------- | ---------------- | ---------------- | ---------------- | ---------------- | ---------------- | ---------------- |
| Джерело:                                      |                  |                  |                  |                  |                  |                  |                  |                  |                  |                  |                  |                  |                  |